# Coenzim Q: citocrom c – reductasa

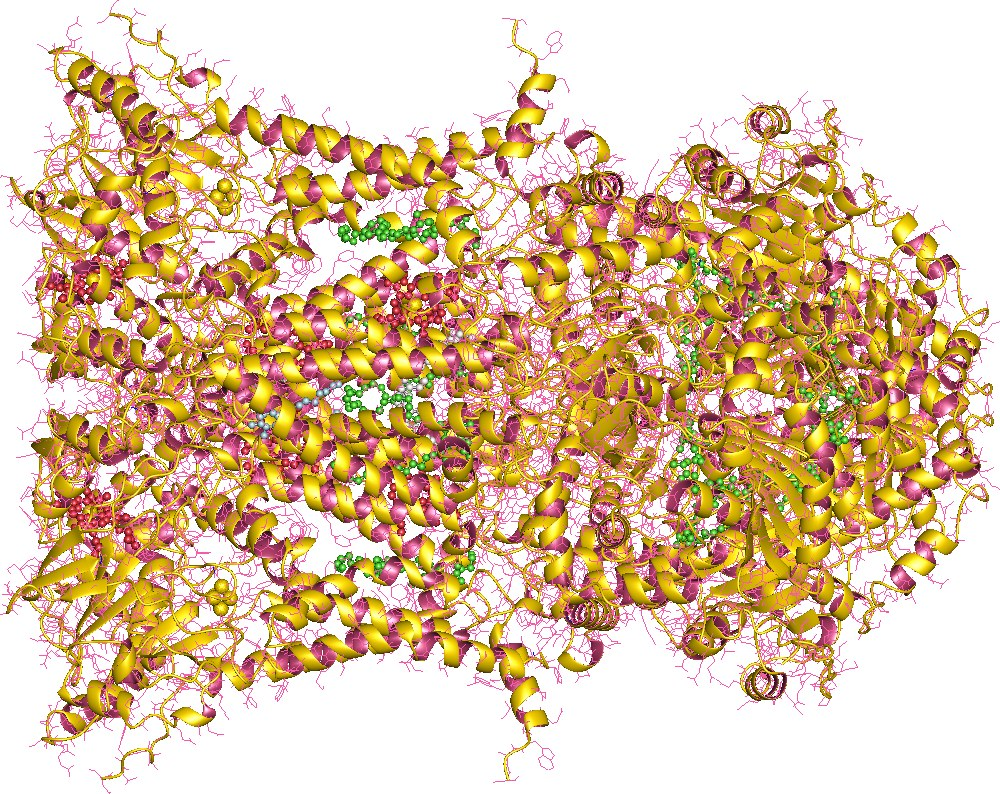
Coenzim Q: citocrom c – reductasa heterononamer, Gallus gallus.

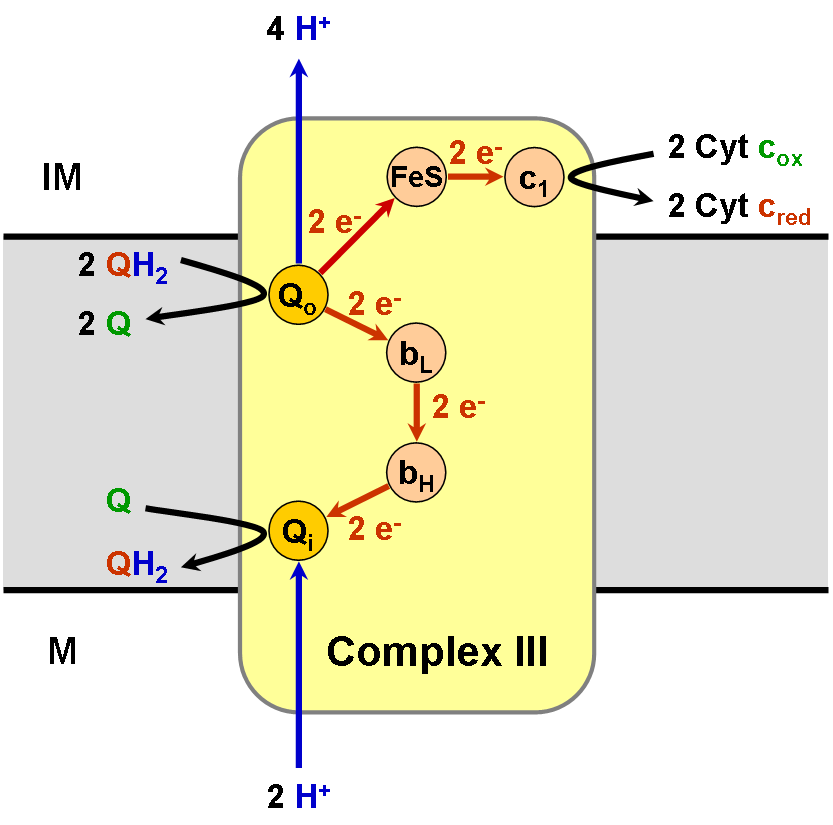
Il·lustració esquemàtica del Complex III

El coenzim Q: citocrom c – oxidoreductasa, a vegades anomenat el complex citocrom bc1, i en altres ocasions complex III, és el tercer complex a la cadena respiratòria, jugant un paper clau en la generació bioquímica de l'ATP per fosforilació oxidativa durant la respiració cel·lular. El complex III és una lipoproteïna transmembrana heteromèrica (amb moltes subunitats) codificada pel mitocondri (subunitat citocrom b) i pel genoma nuclear (totes les altres subunitats). El complex III és present als mitocondris de tots els animals i de tots els eucariotes aeròbics i a les membranes internes de la majoria dels eubacteris. Les mutacions al complex III causen intolerància a l'exercici, així com trastorns multi-sistema.

## Estructura

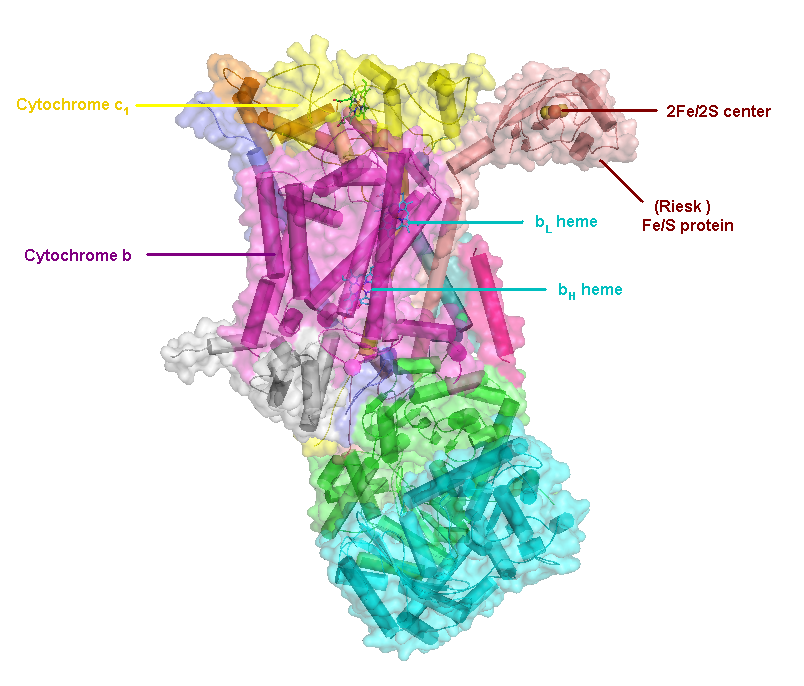
Estructura del Complex III

En comparació amb les altres subunitats principals de bombeig de protons de la cadena respiratòria, el nombre de subunitats trobades pot ser petit, tan petit com cadenes de tres polipèptids. Aquest nombre s'incrementa, i hi ha descrites onze subunitats en els bovins. Tres subunitats tenen grups prostètics. La subunitat citocrom b té dos hemos de tipus b (b1 i BH), la subunitat citocrom c té un hemo de tipus C (c1), i la subunitat de proteïna sulfur de ferro (ISP) té dos ferros i dos sulfurs del grup ferro-sulfur (2Fe · 2S).
Estructures del complex III: PDB 1KYO, PDB 1L0L

## Reacció
La reacció catalitza la reducció del citocrom c per l'oxidació del coenzim Q (CoQ) i la concomitant de bombeig de quatre protons des de la matriu mitocondrial a l'espai intermembranós:
QH2 + 2 citocrom c (FeIII) + 2 H+dins → Q + 2 citocrom c (FeII) + 4 H+fora
En el procés anomenat cicle Q, es consumeixen dos protons de la matriu (M), quatre protons s'alliberen a l'espai intermembrana (IM) i dos electrons es passen al citocrom c.

## Mecanisme de reacció
El mecanisme de reacció pel complex III (citocrom bc1, coenzim Q: citocrom c oxidoreductasa) s'anomena el cicle Q o el cicle de la ubiquinona, tal com s'ha esmentat anteriorment. En aquest cicle quatre protons s'alliberen al P o costat positiu (espai intermembrana), però només dos protons són agafats de la N o costat negatiu (matriu), veure l'animació a la dreta. Com a resultat es forma un gradient de protons a través de la membrana. A més, dos ubiquinols s'oxiden a ubiquinones i una ubiquinona es redueix a ubiquinol. Tot això s'aconsegueix mitjançant la transferència de dos electrons de dos ubiquinols a dos citocrom c's, així com dos electrons dels mateixos dos ubiquinols a una ubiquinona. La reacció és la següent:
1. Ubiquinol s'uneix al citocrom b
2. El centre 2Fe/2S i l'hemo BL arrenquen cada un electró de la ubiquinona consolidada, i dos àtoms d'hidrogen són alliberats a l'espai intermembrana.
3. El centre 2Fe/2S transfereix els seus electrons al citocrom c1 i l'hemo BL transfereix els seus electrons a l'hemo BH.
4. El Citocrom c1 transfereix els seus electrons a un citocrom c soluble en aigua (no confondre amb el citocrom c1, que està unit a la membrana), i l'hemo BH transfereix els seus electrons a la ubiquinona més propera, transformant la ubiquinona en un ubisemiquinona.
5. El citocrom c es difon i la ubiquinona totalment oxidada és alliberada.
6. Un altre ubiquinol s'uneix al citocrom b.
7. El centre 2Fe/2S i l'hemo BL arrenquen cada un electró de la ubiquinona consolidada, i dos àtoms d'hidrogen són alliberats a l'espai intermembrana.
8. El centre 2Fe/2S transfereix els seus electrons al citocrom c1, i l'hemo BL transfereix els seus electrons a l'hemo BH.
9. El citocrom c1 després transfereix els seus electrons a un citocrom c soluble en aigua, i l'hemo BH transfereix els seus electrons i dos hidrògens de la matriu a la ubisemiquinona més propera, transformant-se la ubisemiquinona en un ubiquinol.
10. La ubiquinona totalment oxidada i l'ubiquinol són alliberats.[6]

## Inhibidors del complex III
Hi ha tres grups diferents d'inhibidors del Complex III.
- Antimicina A s'uneix al lloc Qi i inhibeix la transferència d'electrons al complex III de l'hemo BH per oxidació de Q (inhibidor del lloc Qi).
- Myxothiazol i stigmatellin s'uneix al lloc Qo i inhibeix la transferència d'electrons des del QH2 reduït a la proteïna Rieske sulfur de ferro. Myxothiazol i stigmatellin s'uneixen a les diferents butxaques dins el lloc Qo.

- Myxothiazol s'uneix molt a prop del citocrom BL (per aquesta raó és anomenat inhibidor "pròxim").
- Stigmatellin s'uneix a prop de la proteïna Rieske sulfur de ferro, amb la qual hi ha una interració molt forta.

Alguns han estat comercialitzats com fungicides (els derivats de les estrobilurines, el més conegut dels quals és l'azoxistrobina; inhibidors del QoI) i com a agents anti-malària (atovacuona).

## Radicals lliures d'oxigen
Una petita part dels electrons abandonen la cadena de transport d'electrons abans d'arribar al complex IV. Aquesta fuga prematura d'electrons cap a l'oxigen causa la formació de superòxid. La importància d'aquesta reacció, que d'altra manera seria menor, és que el superòxid i altres espècies reactives de l'oxigen són altament tòxiques i es creu que tenen un paper important en diverses patologies, i també en l'envelliment (l'anomenada teoria d'envelliment del radical lliure).
La fuga d'electrons es produeix principalment al lloc Qo i és estimulada per l'atimicina A. L'antimicina A bloqueja els grups hemo b en l'estat reduït mitjançant la prevenció de la seva reoxidació al lloc Qi, la qual cosa, al seu torn, causa l'augment de concentració de semiquinona Qo en l'estat fix. Les últimes espècies són les que reaccionen l'l'oxigen per a formar superòxid. Es creu que l'efecte de l'alt potencial de membrana és similar.
El superòxid produït al lloc Qo pot ser alliberat tant a la matriu mitocondrial
com a l'espai intermembrana (des d'on pot arribar al citosol).
Això es podria explicar perquè el Complex III té més tendència a produir superòxid amb radical hidroperoxil permeable a través de la membrana que no amb el radical O2 impermeable.

## Mutacions dels gens del Complex III en malalties humanes
Les mutacions en gens relacionats amb el Complex III típicament es manifesten en una intolerància a l'exercici. Altres mutacions s'han descrit com causants de displàsia septo-òptica (subdesenvolupament del nervi òptic) i trastorns multisistemàtics. Les mutacions en el BCSIL, el gen responsable de la maduració correcta del Complex III, poden produir la síndrome de Björnstad i la síndrome GRACILE, els quals són letals en nounats, que provoquen manifestacions multisistemàtiques i neurològiques pròpies de trastorns mitocondrials greus. La capacitat patogènica de diverses mutacions ha estat verificada per sistemes model, com ara els llevats [rent].
De moment no se sap fins a quin punt aquestes diverses patologies són degudes a dèficits bioenergètics o a una sobreproducció de superòxid.

## Altres imatges

Cadena de transport d'electrons del mitocondri
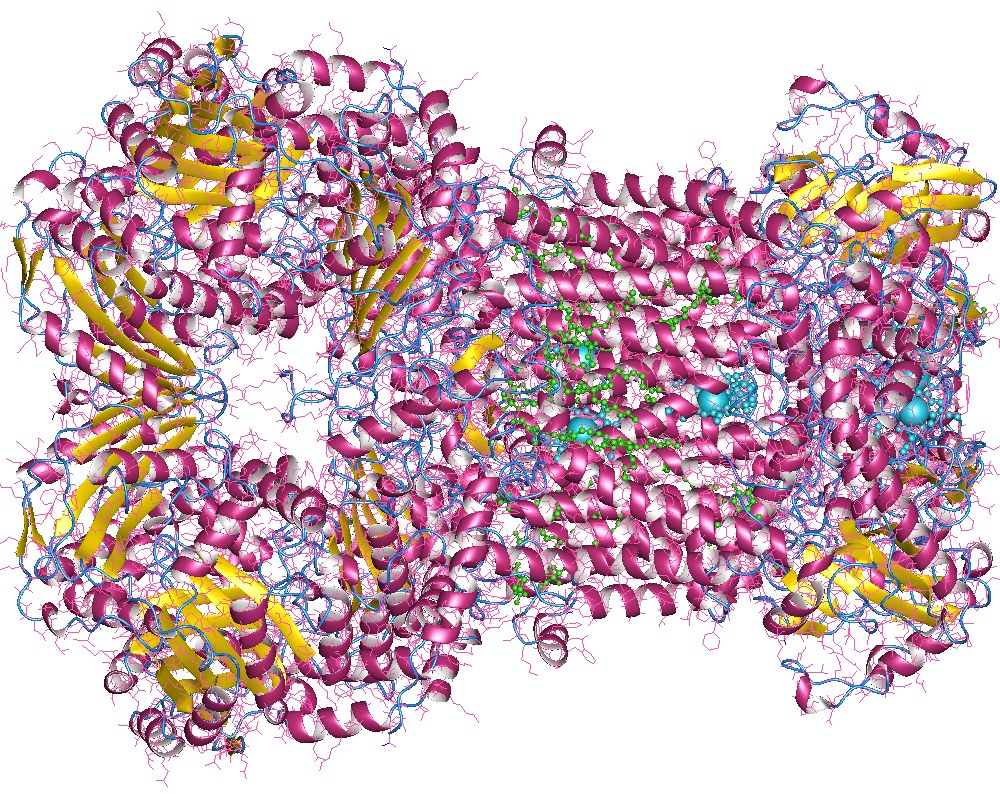
Coenzim Q: citocrom c – reductasa hetero23mer, Saccharomyces cerevisiae